# Serra da Aratanha
A Serra da Aratanha, também conhecida como Serra de Pacatuba  é uma serra localizada no norte cearense, na Região Metropolitana de Fortaleza nos municípios de Maracanaú, Maranguape, Guaiúba e Pacatuba, a 30 km de Fortaleza.

## Relevo
A serra é um dos maciços residuais dispersos nas depressões sertanejas cearenses. Juntamente com a serra de Maranguape, a serra da Aratanha é praticamente uma extensão do Maciço de Baturité.
É o divisor de águas das bacias hidrográficas dos rios Ceará, Cocó (onde está a nascente). Seu ponto culminante está a 735 m de altitude, sendo o 15° maior pico do estado.

## Clima e vegetação
O clima predominante é o tropical quente úmido sendo bastante influenciado pela proximidade do oceano, o que faz com seja uma região de elevados índices pluviométricos.
Sua vegetação em baixas altitudes é a floresta subcaducifólia tropical pluvial, ou mata seca, e floresta subperenifólia tropical pluvio-nebular, ou mata úmida serrana, nas maiores altitudes.

## Tragédia em 1982
Voo VASP 168
O local foi palco de uma das maiores tragédias da aviação brasileira ocorrido em 8 de junho de 1982. E manteve o título de mais grave acidente da aviação comercial brasileira[1], superado apenas em 29 de setembro de 2006 pelo acidente com o Voo Gol 1907, que matou todos os 154 ocupantes. O Boeing 727-200 Super 200 de prefixo PP-SRK da VASP, que transportava 137 pessoas (tripulação mais passageiros), às 02h45 da madrugada de 8 de junho de 1982 colidiu e explodiu no local. Todas as pessoas morreram. Era o voo VASP 168, entre uma dessas pessoas era o empresário Edson Queiroz, proprietário do Grupo Edson Queiroz e do Sistema Verdes Mares.

## Área de Proteção Ambiental
Abrangendo parte dos municípios Maranguape, Pacatuba e Guaiúba, a Serra da Aratanha ganhou proteção pelo Decreto Estadual nº 24.959/1998. Visitantes, cientistas e artistas são constantemente atraídos para a APA, que sofre pressão permanente de invasão da expansão urbana. Nessa tensão entre leituras de mundo, mantém-se firme em seu oásis verde claro, onde se observa a ocorrência da Mata Atlântica.
A APA possui área de 6.448,29 hectares (ha), e os ecossistemas presentes são: Remanescente de Mata Atlântica, Caatinga e Mata Seca. Os principais atrativos estão relacionados ao ecoturismo, incluindo trilhas, como a trilha do Boaçu, voos de parapente e asa delta, rappel, caminhadas, banhos e cachoeira, como o banho das Andreas e contemplação da exuberante beleza natural.

## Galeria

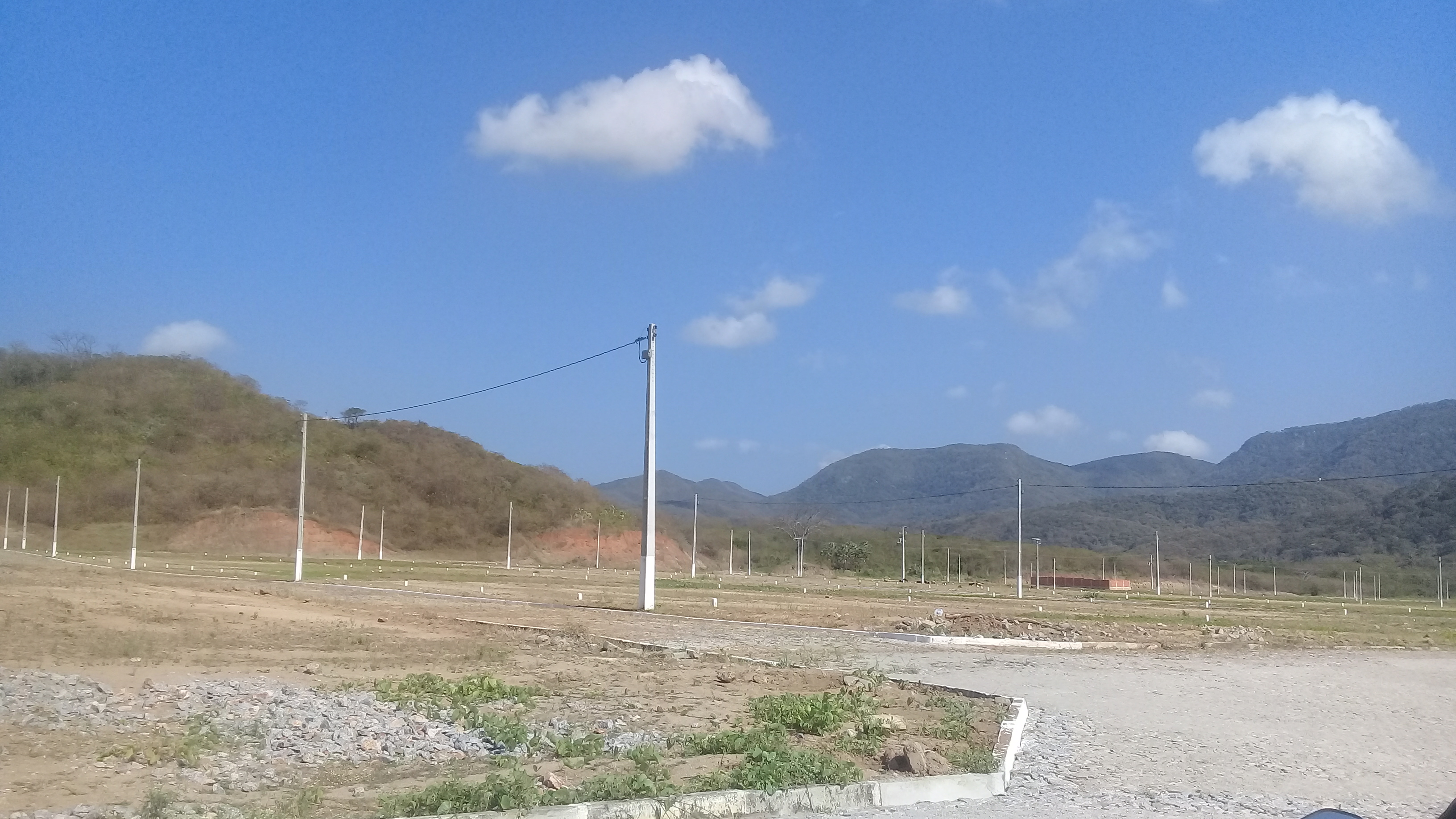
Serra da Aratanha vista de Pacatuba
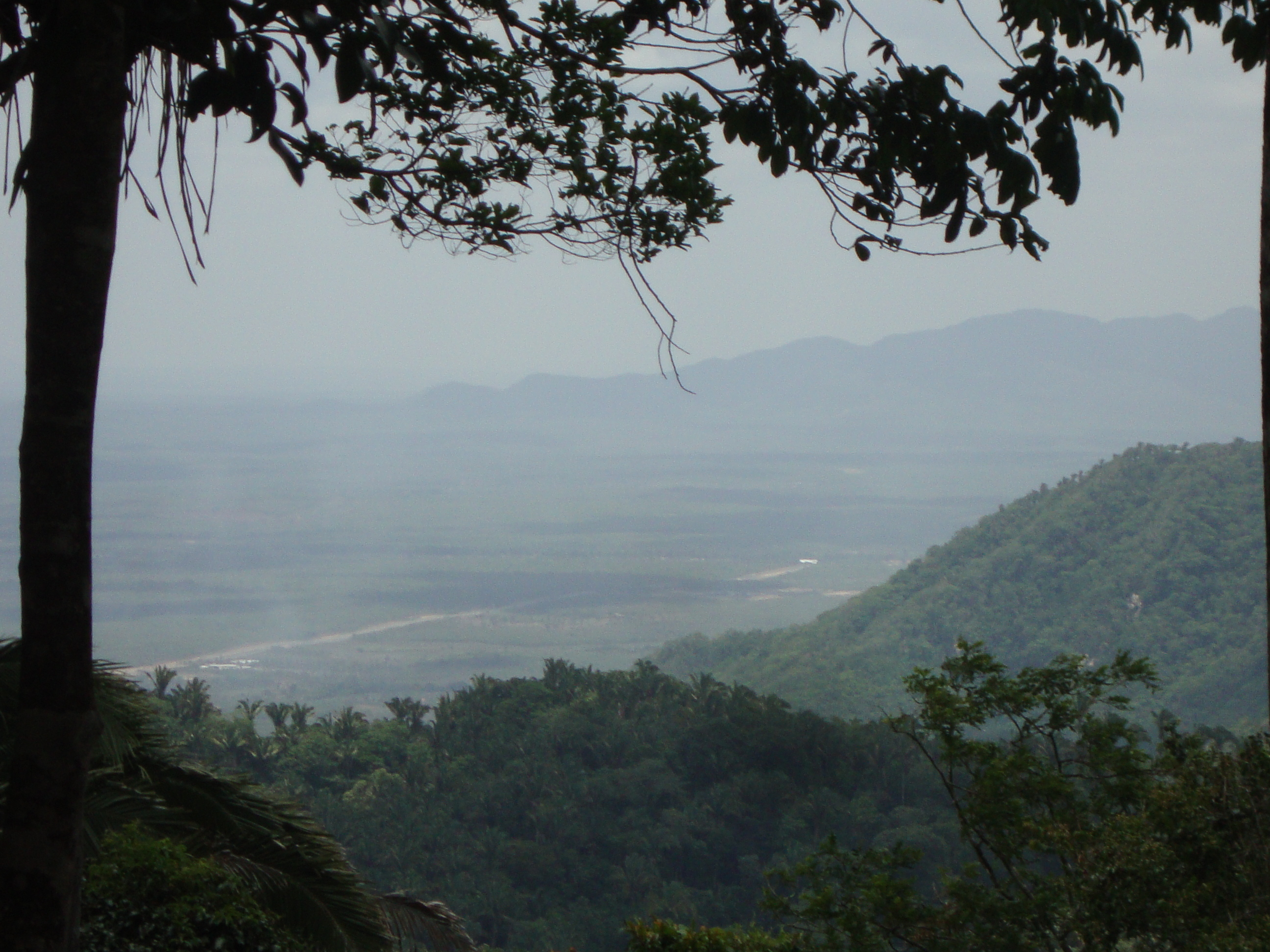
Vista panorâmica a partir da serra.
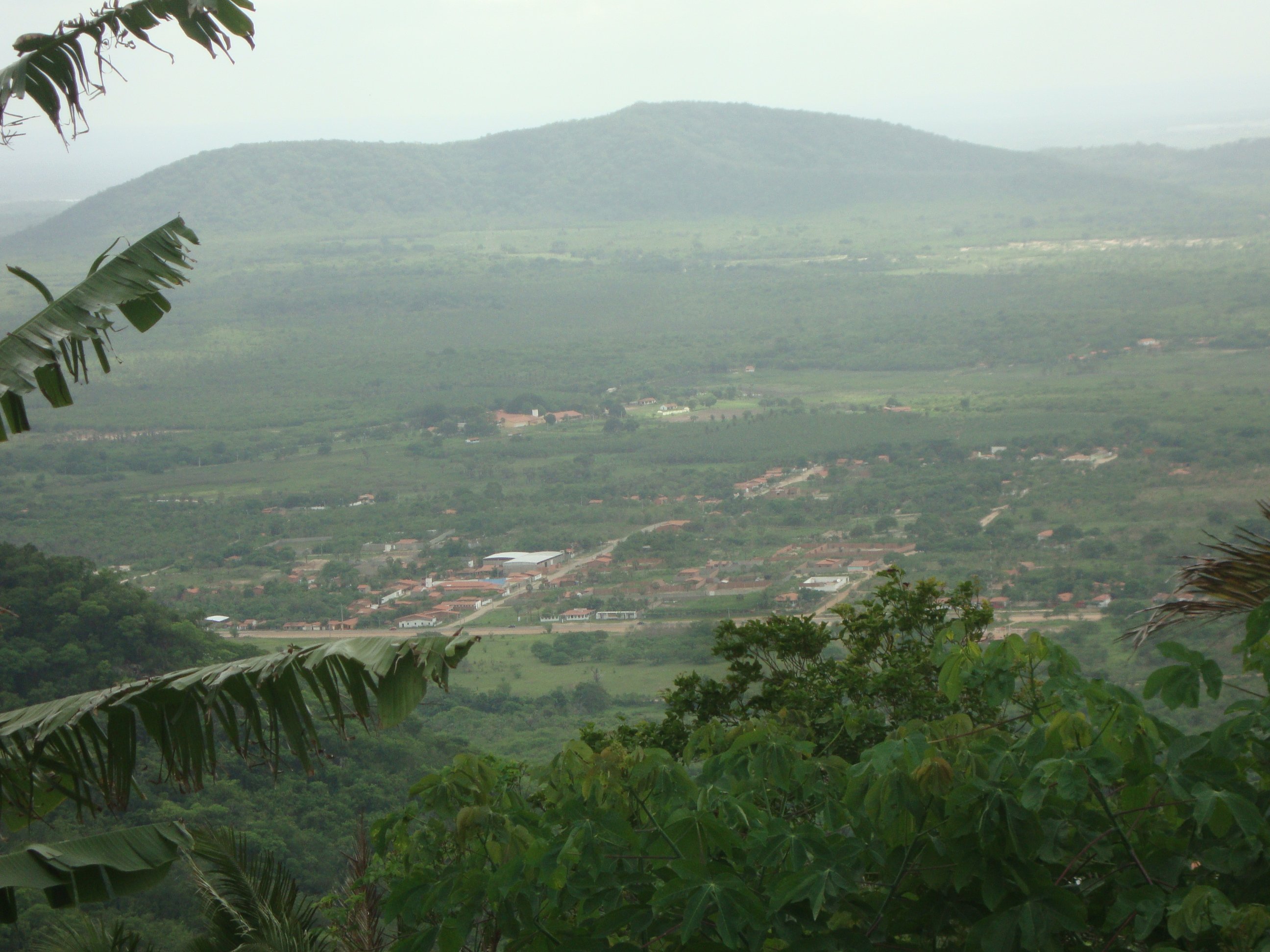
Vista panorâmica a partir da serra.
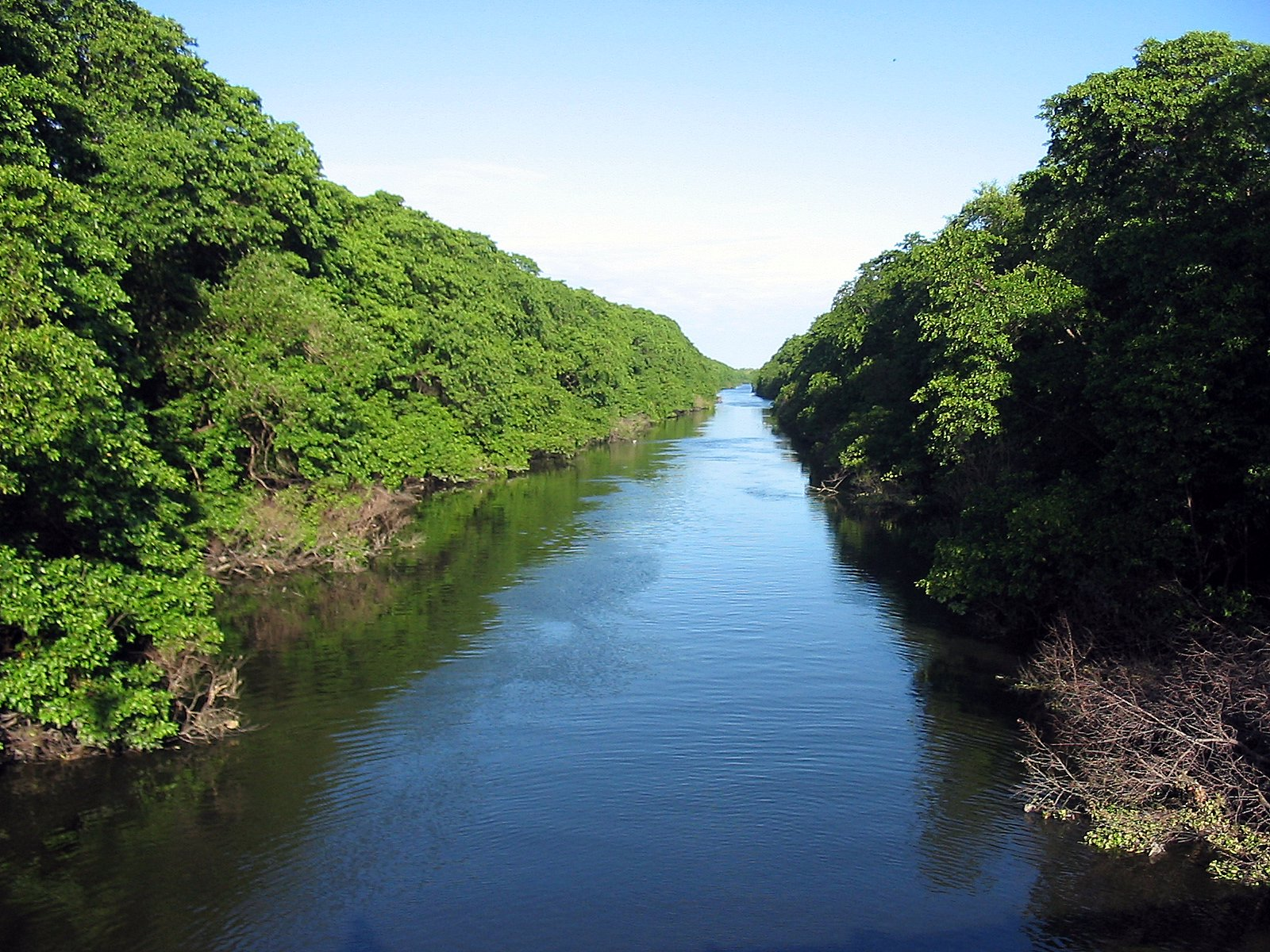
A nascente do Rio Cocó está localizada na Serra da Aratanha
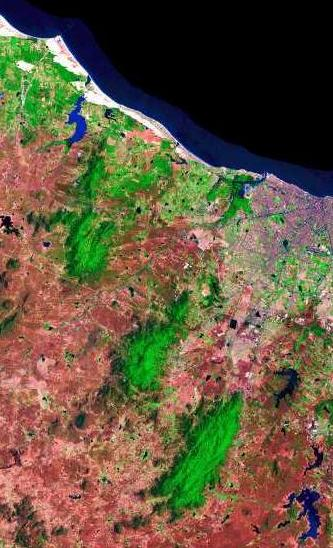
Foto de satélite: Serra do Juá (acima), Serra de Maranguape (centro) e Serra da Aratanha (abaixo).
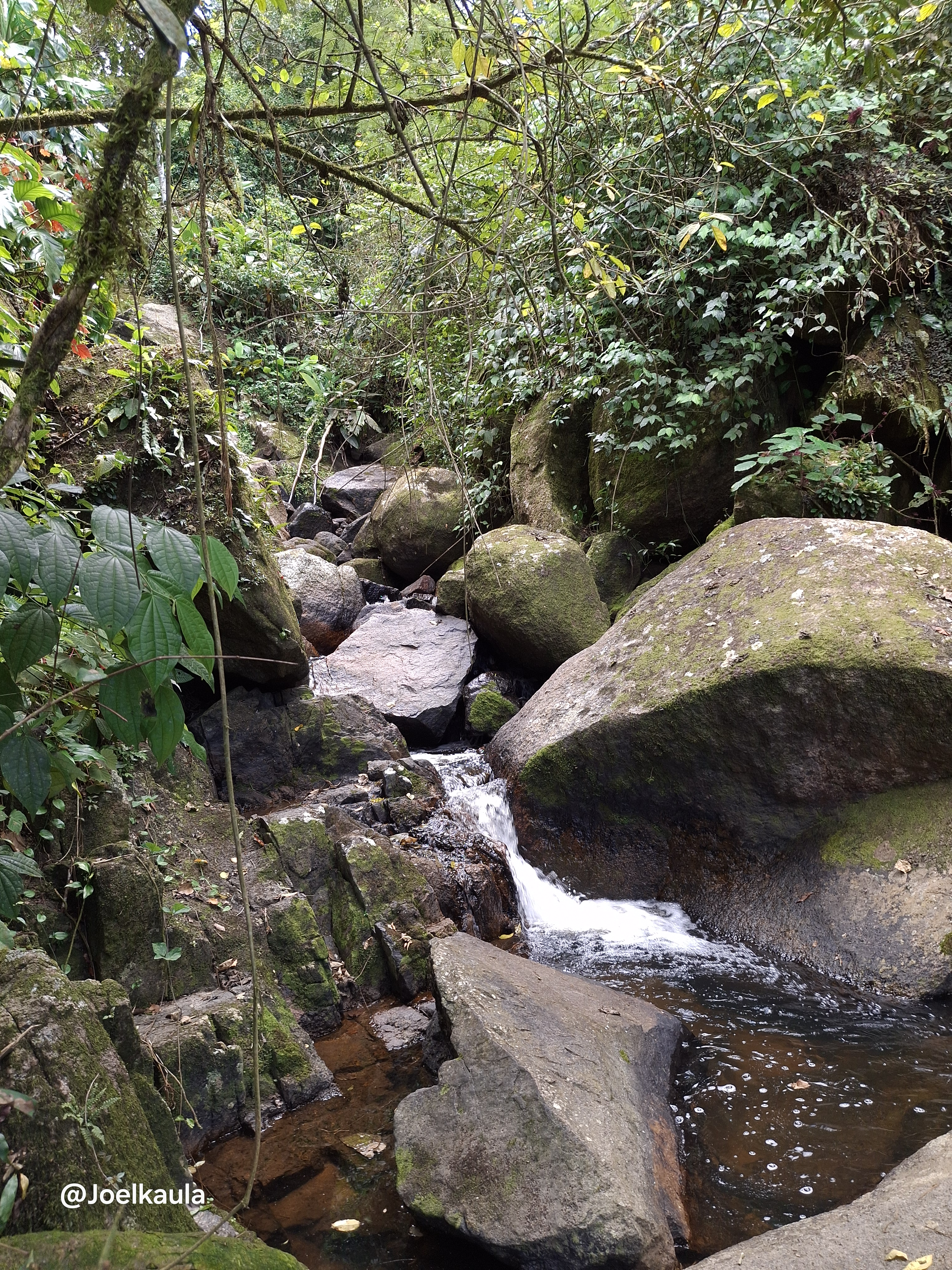
Queda d'água na serra da Aratanha.
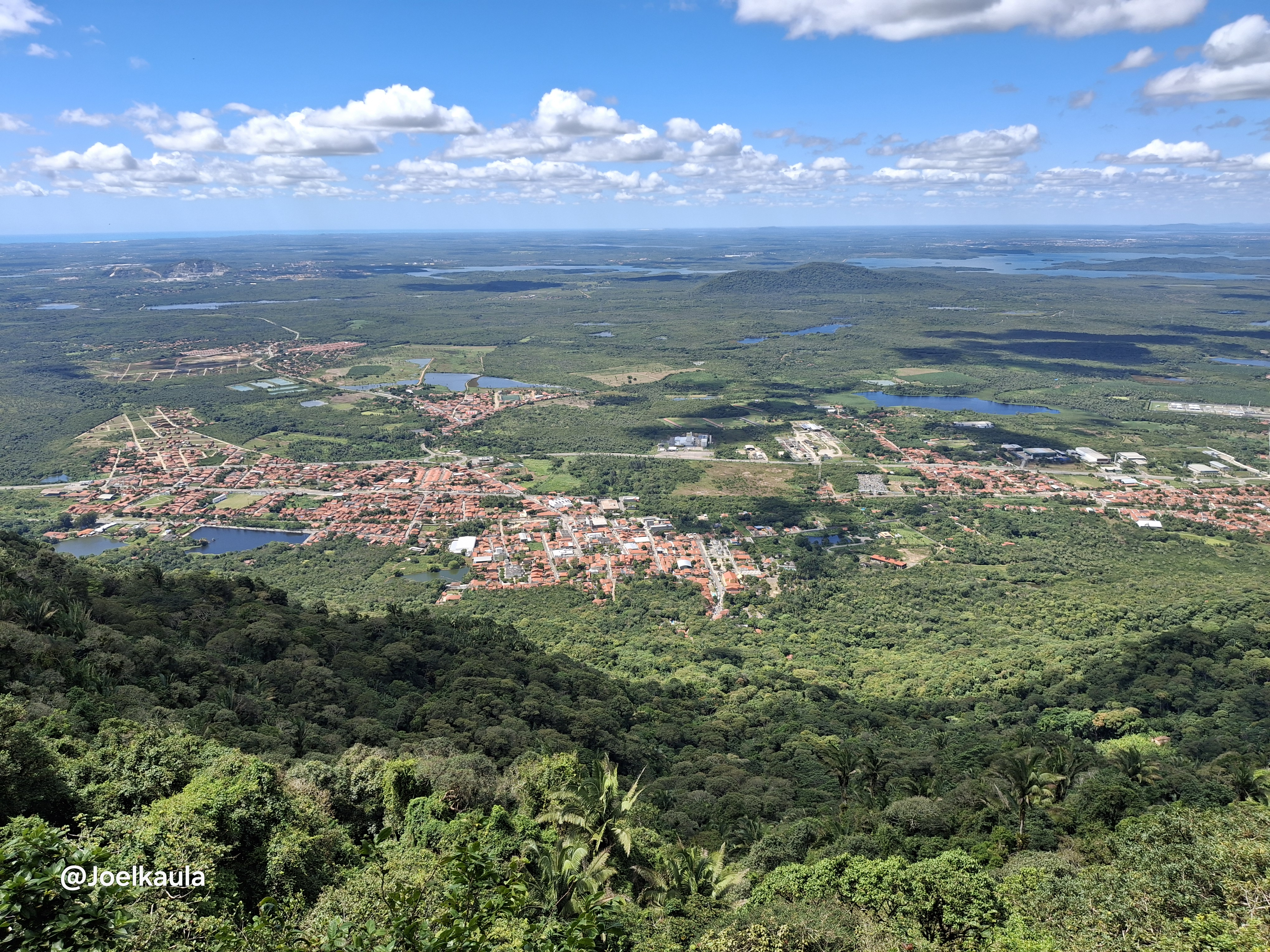
Vista de Pacatuba e do Açude Gavião.
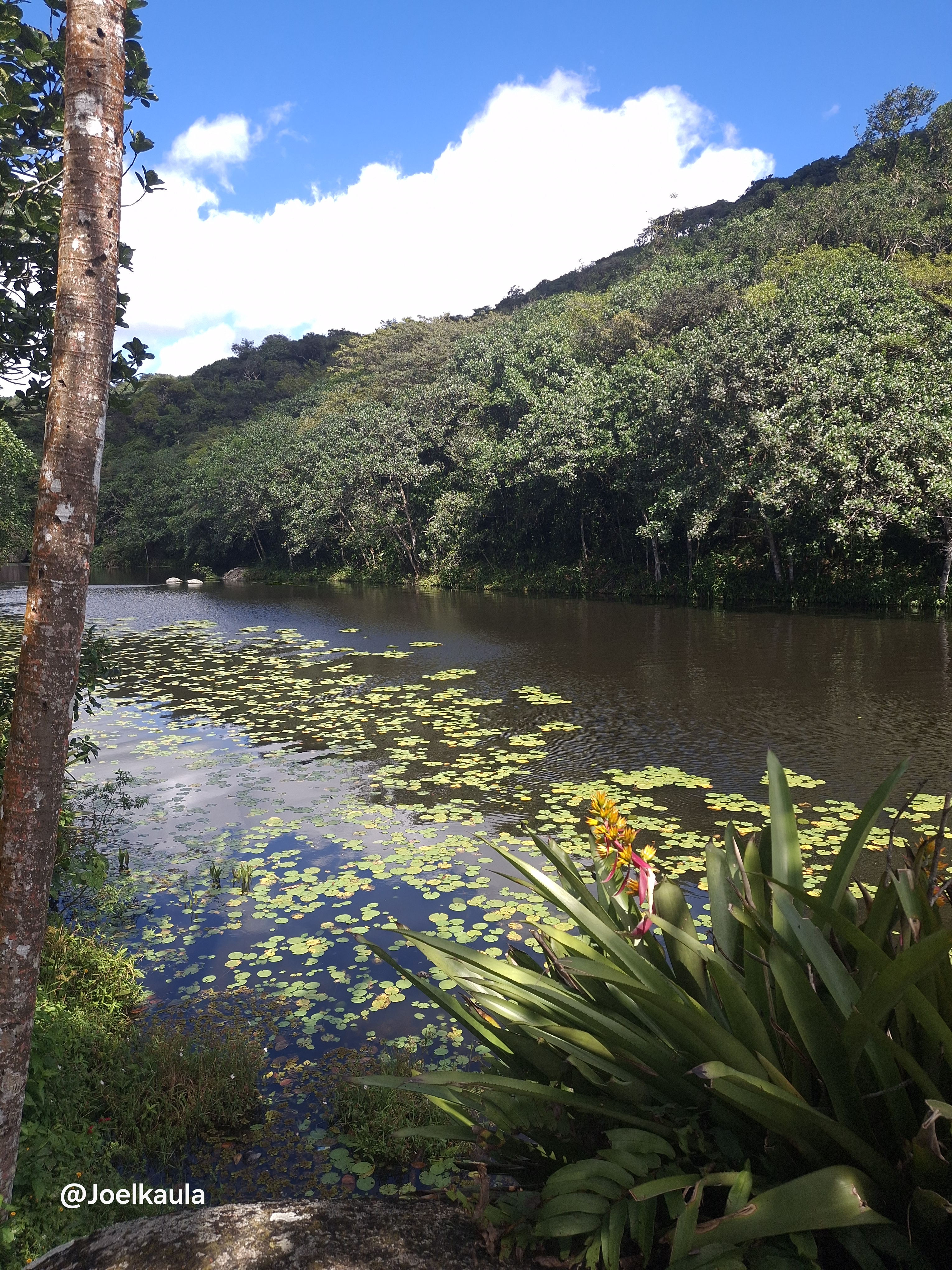
Lago Boaçu, no alto da serra.
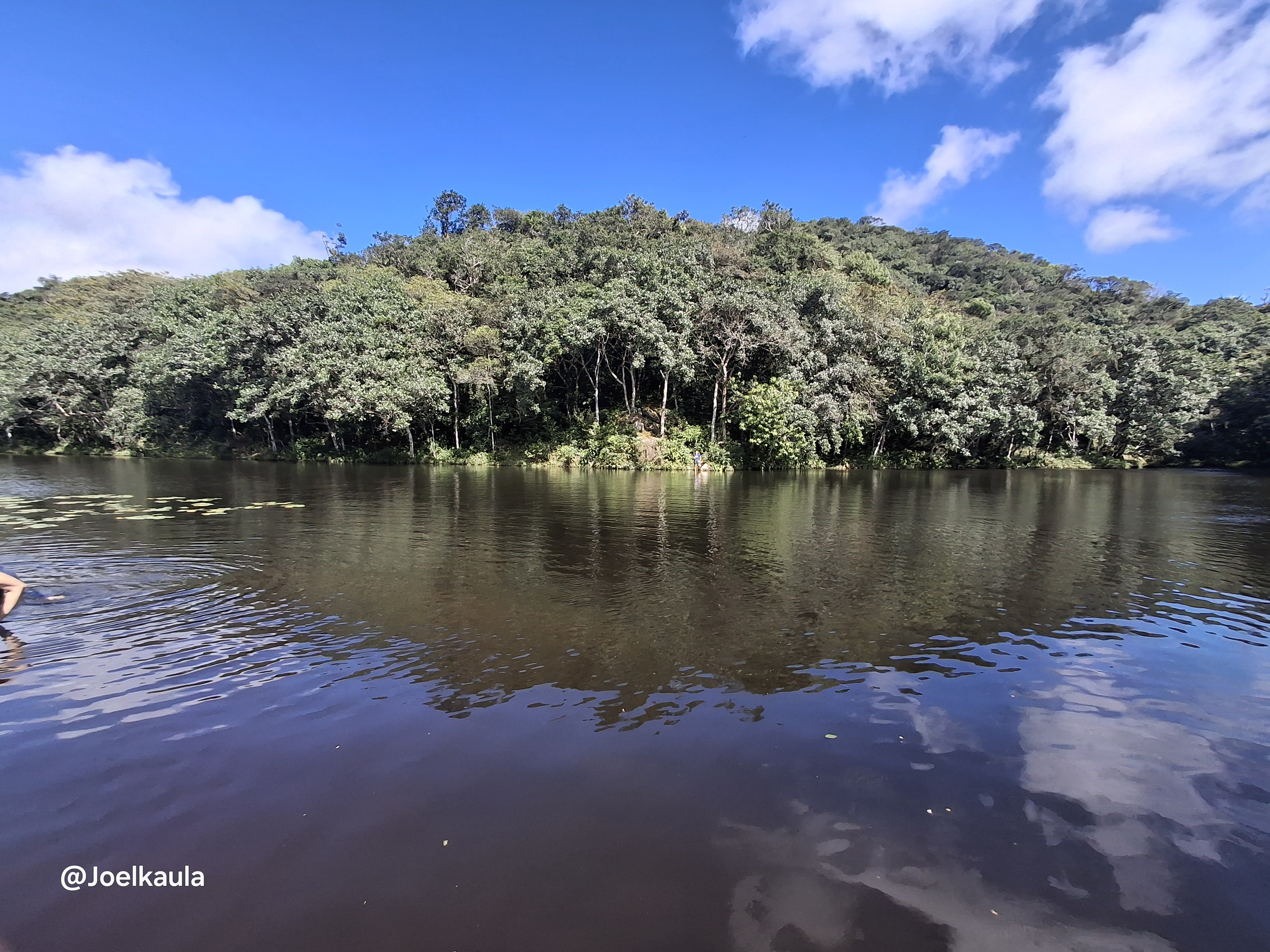
Lago Boaçu na Serra da Aratanha.